# Georg Heide
Georg Heide (* 22. August 1885 in Windtken, Kreis Allenstein; † 8. Juli 1945 in Liebenberg) war ein deutscher römisch-katholischer Geistlicher und Steyler Missionar, der von der katholischen Kirche als Märtyrer angesehen wird.

## Leben
Georg Heide wuchs als Sohn eines Volksschullehrers mit sieben Geschwistern im Ermland auf. Ab 1896 besuchte er die Schule im Missionshaus St. Michael in Steyl. Dann ging er in das Missionshaus St. Gabriel bei Wien, wurde 1904 eingekleidet, legte 1908 die ewigen Gelübde ab und wurde 1909 zum Priester geweiht. 
Er unterrichtete bis 1926 an der Missionsschule der Steyler Missionare (heute: Arnold-Janssen-Gymnasium St. Wendel) in St. Wendel im Saarland und wurde Rektor der Missionsschule St. Adalbert in Mehlsack (Kreis Braunsberg) und ab 1932 Rektor im Missionshaus Heiligkreuz in Neisse. Dort wurde er am 7. August 1935 mit anderen von der Gestapo verhaftet und am 26. August in die Justizvollzugsanstalt Moabit überführt, wurde am 23. März 1936 für angebliche Vergehen gegen die Devisengesetzgebung nur zu einer geringen Geldstrafe verurteilt, litt aber sehr unter der Verurteilung und wollte keinen Unterricht mehr geben. 
1938 ging er nach St. Wendel zurück, dessen Missionshaus 1940 geschlossen wurde, von da in das Missionshaus St. Augustin, das 1941 geschlossen wurde. Daraufhin wechselte er zurück in seine Heimat und wirkte als Seelsorger in Braunsberg, dann in Liebenberg. Im Januar 1945 fiel er auf der Flucht in Korschen den Russen in die Hände und musste Zwangsarbeit leisten. Davon sterbenskrank geworden, kam er nach Insterburg, wo er Hunger litt und man ihm mit Kolbenschlägen die Rippen brach. Er durfte die 100 km nach Liebenberg zurücklegen, traf dort nur noch wenige Bewohner an, verfiel vollends und starb am 8. Juli 1945.

## Gedenken
Die katholische Kirche hat Pater Geog Heide als Blutzeugen aus der Zeit des Nationalsozialismus in das deutsche Martyrologium des 20. Jahrhunderts aufgenommen.